# Agnès-Mariam de la Croix
Mère Agnès-Mariam de la Croix, née en 1952 à Beyrouth (Liban), est une religieuse carmélite libanaise de tradition grecque-catholique melkite. Elle est la refondatrice et la supérieure du monastère Saint-Jacques le Mutilé (en) (Syrie).
Dans le cadre de la guerre civile syrienne, elle se présente comme une militante plaidant pour la paix, mais est controversée : elle remet notamment en cause la responsabilité du régime syrien dans des massacres de civils et attaques chimiques. De nombreux observateurs la qualifient de propagandiste d'Assad et affirment qu'elle défend le régime.

## Biographie

### Jeunesse et religion
Marie Fadia Laham naît en 1952, à Beyrouth, d'un père palestinien ayant fui Nazareth lors de la création d'Israël et d'une mère libanaise. Elle est éduquée par des religieuses françaises en mission au Liban puis, adolescente, à la mort de son père, elle voyage en Europe, en Inde et au Népal, où elle trouve la foi. 
En 1971, elle devient religieuse pour l'Ordre du Carmel et par ce biais aide des familles fuyant la guerre du Liban. Après plusieurs années de cloître, elle se rend en France afin d'étudier le monachisme primitif, l’hébreu et le syriaque. Puis, elle fonde la « Maison d’Antioche », association déclarée qui s’occupe de la préservation du patrimoine de l’Église d’Antioche.
En 1992, les autorités religieuses l'autorisent à travailler avec l'Église grecque-catholique melkite. En 1993, elle découvre les ruines du monastère de Saint-Jacques le Mutilé, à Qara, dans le diocèse de Homs, en Syrie, et obtient du patriarche Maxime V Hakim l’autorisation de le restaurer pour fonder la communauté de l’Ordre de l’Unité d’Antioche, dont elle devient l’higoumène. En 2013, lors de sa tournée aux États-Unis, elle déclare : « Je détestais les Syriens qui sont venus au Liban pour nous bombarder mais le Seigneur m'a appelée pour cette mission bénie et depuis, j'ai appris à ne jamais haïr personne ».
Mère Agnès écrit sur le site Internet, Entre la plume et l'enclume « où s'expriment des personnes comme le négationniste Robert Faurisson, Dieudonné et d'autres personnalités dénonçant le sionisme et l'impérialisme occidental ».

### Guerre civile syrienne

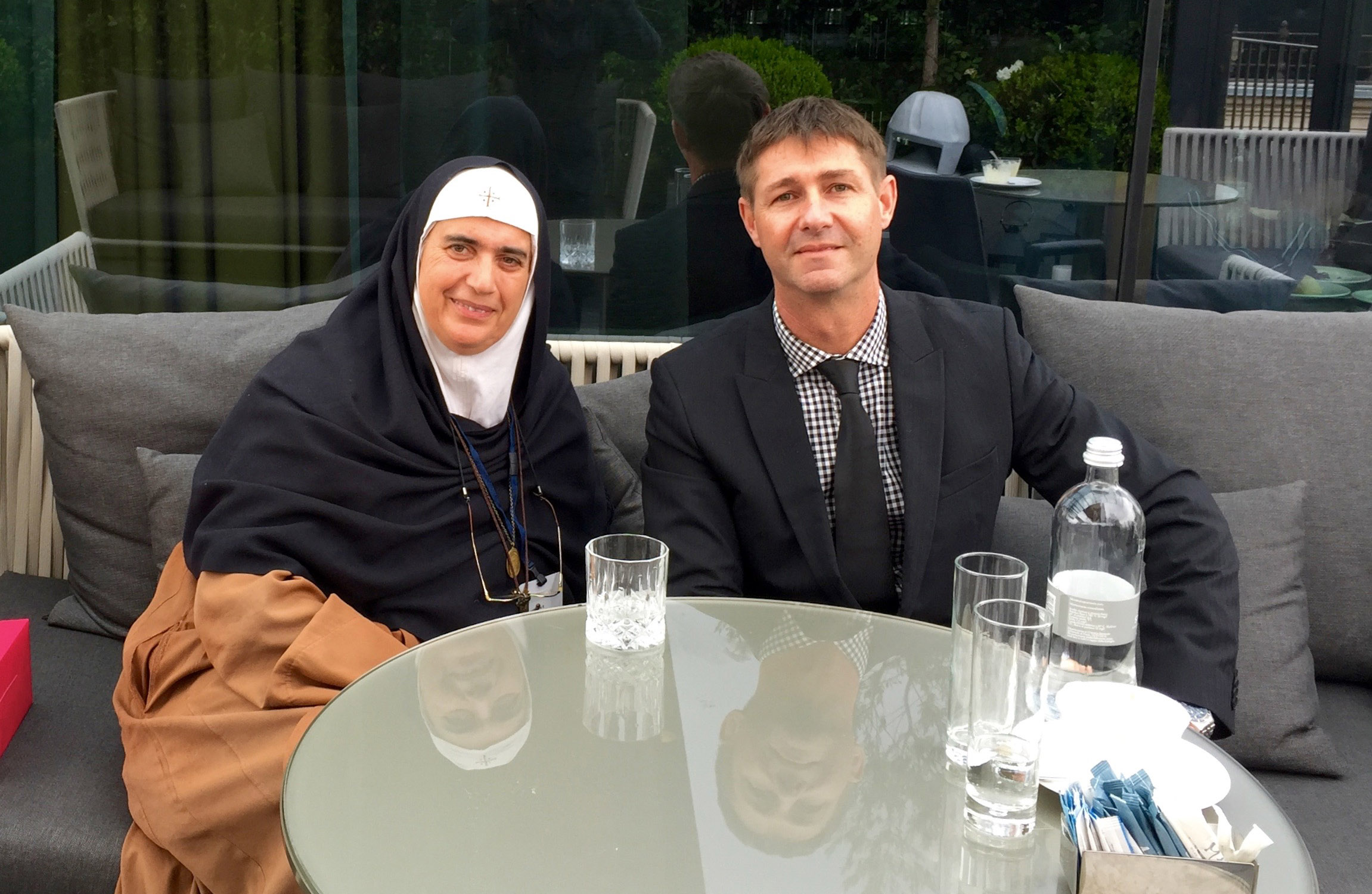
Mère Agnès lors d'une entrevue avec le journaliste allemand Grant Schreiber.

Depuis le début du conflit, bien que son monastère ne soit pas épargné par les affrontements entre les différentes armées, il accueille les familles d’évacués, indépendamment de leur religion. Mère Agnès voyage régulièrement afin de sensibiliser l'Occident en donnant sa « vision alternative » de ce qui se passe en Syrie et plaidant pour la paix,,,.
En décembre 2013, dans une interview donnée au Devoir, elle s’oppose à toute intervention militaire de la communauté internationale dans le conflit et déclare : « Au début du conflit, chaque camp prédisait que ce serait l’affaire de quelques mois. Chacun voulait anéantir l’autre. Nous en sommes à la troisième année et rien n’est fait, sauf que tout est détruit. C’est une hécatombe ».
La Syrie, régime autoritaire et en situation de guerre, ne permet pas l'accès libre de la presse ; or mère Agnès-Mariam réussit à obtenir des visas parce que, selon elle, le gouvernement est heureux que les catholiques se penchent sur la situation. C'est alors elle qui intercède auprès du gouvernement pour obtenir les visas des journalistes. Elle estime en effet que ceux qui ne viennent pas sur le terrain ne font pas leur travail et ne respectent pas la charte de Munich[source insuffisante].
Mère Agnès cofonde l'association Mussalaha (« Réconciliation »), un mouvement œcuménique syrien qui, selon sa fondatrice, tente de trouver une solution politique, pacifique et proprement syrienne à la guerre en cours. Selon Bellingcat, ce mouvement est « une  fausse initiative de paix lancée par le régime de Damas et dirigée par Ali Haidar, ministre du gouvernement Assad et dirigeant du Parti social nationaliste syrien ».
En octobre 2013, la ville de Muadamiyat, située à quelques kilomètres de Damas, occupée par des forces rebelles modérées et radicales, est assiégée par l'armée loyaliste. Mère Agnès-Mariam sert d'agent de liaison entre le gouvernement et la population affamée, elle est chargée, d'apporter une aide alimentaire d'urgence, drapeau blanc à la main, puis est rejointe par des négociateurs avec qui elle se rend au quartier général des rebelles, divisés entre l'Armée syrienne libre et le bataillon djihadiste Jabhat al-Nosra. Elle est alors prise en otage par les seconds mais, après un combat de rue gagné par les rebelles plus modérés, mère Agnès-Mariam est libérée. Selon les sources, jusqu'à 6 500 personnes quittent définitivement la ville[source insuffisante],.
En mars 2015, Jacques Myard, membre de la délégation française partie en Syrie pour y rencontrer Bachar al-Assad, affirme qu'ils y ont également rencontré mère Agnès-Mariam de la Croix, les patriarches Jean X d'Antioche et Grégoire III Laham ainsi que le grand mufti.

## Positions et controverses

### Ses réseaux et soutiens
Le Syria Solidarity Movement (ou « Mouvement de solidarité pour la Syrie ») a été créé en 2013 pour aider Agnès-Mariam de la Croix à effectuer une série de conférences en Amérique du Nord. Selon Bellingcat, cette organisation est une tête de pont de L'Association pour l'investissement dans les comités d'action populaire qui soutient publiquement le régime d'Assad, et, en outre, Syria Solidarity Movement a été récompensé par le régime avec des visas et des habilitations pour rencontrer les responsables haut placés à Damas. 
Elle aurait été pressentie comme candidate au prix Nobel de la paix. En 2014, Mairead Maguire, prix Nobel de la paix en 1976, lance notamment un appel en ce sens,,. Selon Mairead Maguire, mère Agnès-Mariam a pu s'asseoir aussi bien à la table du premier ministre syrien qu'à celle d'un chef rebelle et a pu négocier en 2013 la sécurité de l'évacuation de civils et de combattants d'une zone de conflit.
Selon Associated Press, mère Agnès reflète la crainte de nombreux Syriens qui redoutent que les rebelles musulmans extrémistes essayant de renverser Assad rendent la vie insupportable aux chrétiens et autres minorités. Les supporters de mère Agnès la voient comme une courageuse révélatrice de la vérité.

### Soutien au régime de Bachar el-Assad
Mère Agnès-Mariam affirme ne défendre ni Bachar Al-Assad ni l’ASL et militer uniquement pour la paix : « je ne suis pas pro Assad, je ne suis même pas syrienne, je ne rentre pas dans la politique, mais ce qui se passe en Syrie est contraire aux droits élémentaire de l’homme et au droit international ». 
Selon l'Associated Press, mère Agnès est peut-être la critique la plus célèbre en Syrie du soulèvement contre Bachar el-Assad. Elle est tellement méprisée par l'opposition que même des actes qui semblent de bonne volonté sont critiqués, comme l'organisation d'une trêve rare permettant à des milliers de civils de quitter une ville sous blocus. Elle se défend cependant d'être une propagandiste de Bachar el-Assad, qualifiant ce dernier de « tumeur ». Mais elle critique sévèrement l'opposition, déclarant : « Les rebelles sont présentés comme le médecin qui va enlever cette tumeur. Ils ont imposé des armes en guise de traitement, et cela tue la Syrie ».
Selon The Guardian, la « prétendue posture anti-Assad » de mère Agnès est remise en question. Ammar Abdulhamid, dissident syrien exilé aux États-Unis, affirme que toutes les institutions religieuses sont sous contrôle du gouvernement et que tous les rendez-vous, même à l'église, passent par son approbation. Le dissident estime que mère Agnès a dû avoir des contacts avec des officiers de sécurité de haut rang. The Guardian ajoute que, au moins, mère Agnès semble avoir eu « une influence sur les personnalités du régime. Elle a aidé à obtenir des visas pour les journalistes, à une époque où le régime exerçait un contrôle strict sur les visas accordés aux étrangers ».   
Selon Foreign Policy, elle est l'une des plus prolifiques défenseurs d'Assad.   
D'après l'Associated Press (article de 2013), mère Agnès s'est investie dans le rôle « d'intermédiaire et de publiciste, arrangeant des cessez-le-feu, et organisant des tournées médiatiques en faveur du gouvernement». En mai 2012, après que des forces loyales à Bachar el-Assad ont massacré des dizaines d'hommes, femmes et enfant sunnites dans la région de Houla, mère Agnès affirme que les enfants assassinés étaient des Alaouites, minorité religieuse à laquelle appartient Assad. Mère Agnès conteste également la responsabilité du gouvernement dans une attaque chimique ayant tué des centaines de civils. Militants d'opposition, observateurs du conflit, ONGs, et journalistes la qualifient de défenseur, soutien ou « apologiste » d'Assad,,,,,,. Selon CBC News, ses détracteurs la désignent avec dérision comme « la religieuse d'Assad », l'accusant de prendre parti pour le président syrien Bachar el-Assad quand elle est défendue par les « apologistes du régime ».
Selon l'hebdomadaire Témoignage chrétien, mère Agnès-Mariam, une grande partie de la hiérarchie et une majorité de chrétiens craignent l’arrivée des islamistes au pouvoir et « s’accommoderaient donc bien du leader actuel », malgré son emprise sur les différentes Églises chrétiennes. Mère Agnès-Mariam affirme s'être rendue dans des zones sous contrôle des rebelles et avoir « trouvé une situation comme celle de l'Afghanistan, avec des tribunaux islamiques... qui ont décidé si des personnes seraient décapitées, coupées en morceaux ou violées ».
En novembre 2012, The Indepedent rapporte les propos de mère Agnès-Mariam, qui affirme que les combattants de l'opposition ont fait fuir 80 000 chrétiens de la région d'Homs. The Independent affirme que les chrétiens de Syrie cherchaient à rester neutres, mais font l'objet d'attaques dans un contexte où la guerre civile devient de plus en plus « vicieuse et sectaire ». Mais The Indepedent estime contestable qu'Agnès-Mariam puisse dire que seulement un combattant rebelle sur 20 est un syrien : au cours des cinq voyages effectués par son journaliste en Syrie, pas une seule fois ce dernier n'a pu voir un grand nombre de combattants étrangers, « bien que le nombre de djihadistes locaux ait effectivement augmenté ».

### Critiques et accusations de propagande pour le régime syrien
Les observateurs du conflit lui reprochent « d’être compatissante » envers le régime de Bachar el-Assad ou de le défendre activement. Elle est également qualifiée de propagandiste, qui « relaie les mensonges du régime » et couvre sa brutalité,,. Conspiracy Watch évoque sa rencontre avec Vanessa Beeley, propagandiste du régime et la porte-parole du ministère russe des Affaires étrangères, et la qualifie de « religieuse particulièrement controversée pour le rôle de propagandiste zélée du régime de Bachar el-Assad qu’elle a endossé depuis plusieurs années ».
Le journaliste Christophe Ayad note qu'elle « multiplie sur des sites chrétiens mais aussi sur le réseau Voltaire de Thierry Meyssan, tribunes et entretiens en faveur du régime de Bachar el-Assad, auprès duquel elle semble avoir ses entrées ». Il rapporte également qu'un diplomate en poste à Damas la qualifie de « chabiha médiatique », soit d'être une milicienne à la solde du régime.
En juin 2012, Mgr Zenari, nonce apostolique à Damas (en), a regretté « la rhétorique alarmiste » de « religieu(se)s (comme mère Agnès-Mariam de la Croix) » qui prétendent que « les chrétiens sont traqués par les forces révolutionnaires qui veulent leur éradication ». Le Père jésuite Paolo Dall'Oglio, qui a vécu 30 ans en Syrie, décrit la mère Agnès-Mariam comme « un instrument » du régime du président Bachar al-Assad. « Elle a toujours assumé et répandu les mensonges du régime, et en a fait la promotion par le pouvoir de son personnage religieux. Elle sait comment dissimuler la brutalité du régime », a-t-il déclaré à The Irish Times. 
Jacques Duplessy note une de ses « diatribes » contre les journalistes qui « colle au discours du président Bachar el-Assad », mais également l'organisation d'une rencontre de journalistes avec Thierry Meyssan, conspirationniste établi à Damas et sa description du conflit comme une instrumentalisation occidentale,.
Son association, Mussalaha, est également controversée.
En 2012, un groupe d'opposition syrien basé aux États-Unis, Syrian Christians for Democracy (SCD), dénonce le rôle de mère Agnès et d'un certain nombre de chrétiens : SCD déclare que « mère Agnès et ceux qui l'aident font du mal au peuple syrien en diffusant une propagande négative, en faveur d’Assad, et en déchirant le tissu social et religieux de la Syrie ». Les prises de position et actions de mère Agnès-Mariam sont critiquées également par d'autres Chrétiens dont Ayman Abdel Nour, Georges Sabra ou Paolo dall'Oglio,.
Le 1er mars 2012, alors que l'ONU indique que la répression de la rébellion syrienne par Assad a déjà fait plus de 7 500 morts, mère Agnès témoigne sur Europe 1 et affirme avoir vu jusqu'à « 100 cadavres » par jour et déclare : « Les chiffres donnés sont fictifs. Il y a plus de morts en Syrie »,.
En novembre 2013, les journalistes Jeremy Scahill et Owen Jones refusent de participer à une conférence organisée par l'association Stop the War Coalition car mère Agnès y est annoncée.
Le 18 mars 2013, alors que mère Agnès est invitée par l'association France-Israël, L'Obs la décrit comme étant une propagandiste du « complot contre la Syrie » et une « vedette de tous les sites et groupes d’extrême droite et complotistes ou «  rouges bruns », violemment antisémites, qui se retrouvent aux côtés du massacreur Assad et de ses parrains Poutine et Ahmadinejad ». Selon La Règle du jeu, cette tribune offerte à une « religieuse militante pro-Bachar [...] relaie la propagande de la mafia criminelle qui massacre sans vergogne en Syrie » et « alimente de surcroît tous les fantasmes complotistes ainsi que l’antisémitisme qui les accompagne nécessairement ». D'après Atlantico, lors de cette conférence, la mère Agnès témoigne « du sort cruel réservé aux chrétiens par les rebelles syriens » mais « n'occulte pas pour autant les excès du régime de Bachar el-Assad ».
Wladimir Glasman écrit qu'elle est « connue pour être l’une des propagandistes les plus farouches de Bachar al-Assad » dont les visites sont orchestrées par le régime et qui tient ses informations des services de renseignement,.

### Déni de la responsabilité du régime dans des massacres de civils et attaques chimiques
Elle a affirmé que le régime syrien n'était pas impliqué dans les attaques chimiques de 2013, que le massacre de Houla était une affabulation des rebelles. Pour le JDD, elle est la « cheville ouvrière d'une campagne médiatique pour soutenir que le régime syrien n'était impliqué en rien dans les attaques chimiques du printemps et de l'été 2013 ». En effet, mère Agnès-Mariam a rédigé un rapport, à partir de vidéos publiées sur à l'attaque, et l'a envoyé au siège de l'ONU à Genève, rapport qui a été utilisé par le gouvernement russe pour affirmer que des doutes importants subsistaient. 
Mère Agnès-Mariam de la Croix met en doute la véracité de ces vidéos par différentes affirmations, par exemple, selon elle : « la Ghouta, avait déjà été "désertée", pourquoi y a-t-il tant de victimes civiles ? ». Les arguments donnés par la religieuse à la BBC sont tous réfutés par l'ONG Human Rights Watch, affirmant qu'ils ne sont « fondés sur aucune base ». Human Rights Watch rapporte au contraire que « des dizaines de milliers de civils se trouvaient piégés dans la région de la Ghouta ».

### Suspicion de complicité avec le régime lors du meurtre de Gilles Jacquier
La veuve et deux confrères du journaliste de France 2 Gilles Jacquier, tous trois présents le jour où il a été tué à Homs,, soupçonnent qu'il a été assassiné par le gouvernement syrien et qu'Agnès-Mariam a participé à la conspiration,. En effet, les témoignages des autres journalistes, qui faisaient aussi partie de la visite à Homs dont elle était l'une des organisatrices, vont à l'encontre des déclarations de la religieuse. Ils affirment s'être sentis piégés, attendus et visés, emmenés contre leur volonté sur les lieux du drame, sur l'insistance de mère Agnès-Mariam. Patrick Vallélian et Sid Ahmed Hammouche, grands reporters suisses, affirment qu'elle leur a fait du chantage sur la prolongation de leur visa et les a menacés d'expulsion, mais aussi « qu'elle a eu un clash violent avec Gilles qui ne voulait pas se rendre à Homs, et qu'elle a piqué une grosse colère quand elle a compris que notre confrère avait des contacts avec l'opposition »,. Ils se disent également surpris du fait que celle-ci, finalement, ne les accompagne pas à Homs, comme prévu, alors qu'elle justifiait le fait d'avoir fait pression pour que l'équipe se rende à Homs avec les autres journalistes accrédités par ces mots : « Je ne voulais pas coordonner de loin plusieurs journalistes qui sont sous ma responsabilité ». Ils se demandent comment mère Agnès-Mariam « a-t-elle pu annoncer dès 15 h 19 la mort de Gilles, alors que celle-ci ne subviendra que quelques minutes plus tard ? »,. Mère Agnès avait déjà organisé d'autres voyages de presse similaires. Selon le CPJ, elle y « poussait » les narratifs du régime.
Mère Agnès dénie tout lien avec le gouvernement syrien et attaque en justice la veuve de Gilles Jacquier pour diffamation. Elle perd son procès, la justice estimant que « les propos et faits poursuivis étaient trop imprécis ».

## Distinctions
- Finaliste du Prix du Public pour la Paix dans la catégorie Artisane de paix de réputation internationale[50].